# Chaikin Moneyflow
El Chaikin Money Flow (también conocido como CMF) mide el volumen del flujo monetario durante un periodo, normalmente de 20 o 21 días. El indicador oscila por encima y por debajo de la línea cero, lo que indica una tendencia alcista o bajista. El indicador también se utiliza para calcular la Acumulación/Distribución de Chaikin (AD).
Se basa en el concepto de que el soporte de compra se demuestra normalmente por el aumento del volumen y los cierres repetidos en la mitad superior del rango diario y que la presión de venta se muestra por el aumento del volumen y los cierres recurrentes en la mitad inferior del rango diario. Los precios al alza suelen acompañar al soporte de compra y los precios a la baja suelen producirse con la presión de venta. El resultado final es una imagen de cómo el dinero está entrando o saliendo de una acción.